# 三蔵法師
三蔵法師（さんぞうほうし、繁体字: 三藏法師、簡体字: 三藏法师、拼音: Sānzāng fǎshī）とは、仏教の経蔵・律蔵・論蔵の三蔵に精通した僧侶（法師）のこと。また転じて訳経僧を指していうようになった。単に「三蔵」と呼ぶこともある。
日本では中国の伝奇小説『西遊記』に登場する人物「三蔵法師」が特に有名だが、三蔵法師というのは一般名詞であり、尊称であって、固有名詞ではない。西遊記の三蔵法師（玄奘三蔵）は数ある三蔵法師のうちのひとりである。

## 概要
特に、インドや西域から教典をもたらし、漢訳した人々を尊称して「訳経三蔵」や「聖教三蔵」、あるいは「三蔵法師」と呼ぶことが多い。
四大訳経家に数えられる鳩摩羅什や、真諦、不空金剛なども多くの仏典の漢訳を手がけており「三蔵法師」と呼ばれるが、なかでも最も有名な三蔵法師は唐代の僧・玄奘三蔵である。
玄奘は仏教の聖典原典を求めてインドを周遊し『般若心経』（ただし異説もある）を中国にもたらした。更にその業績は『大唐西域記』や『大慈恩寺三蔵法師伝』としてまとめられ、後に『大唐三蔵取経詩話』でフィクションを含有するようになり、最終的には『西遊記』に結実して世界中に知られるようになった。このため日本では「三蔵法師」と言えば、玄奘を指すことが多い。
「三蔵法師」という称号を歴史的に見た場合、すでにインドで経論律の三蔵に通暁した僧侶を「三蔵法師」と呼んでいたとされる。中国でもこれにならい、南朝宋（420年 - 479年）代の求那跋摩・僧伽跋摩（伝記は梁代の『出三蔵記集』巻14所収）が、その用例の始まりとされる。その後これが一般化し、特に北周（556年 - 581年）代には、昭玄三蔵や周国三蔵など僧官の称にも流用された。また隋代の『歴代三宝紀』以降、三蔵法師は「三蔵禅師」や「三蔵律師」などと同様に、出身地の名称を付して渡来した訳経僧の中でも、高僧を指して尊称された例が頻繁に見られる。
そして8世紀頃になると、渡来の訳経僧に限らず、中国の訳経高僧をも指して用いられるようになり、また過去の訳経僧にも遡って称されるようになった。玄奘が後世に「三蔵法師」と俗称されたのもこれによるものとされる。

## 三蔵法師と訳場列位
歴史上、日本人僧の中で唯一「三蔵」の称号を与えられたのが、近江出身の興福寺僧・霊仙である。霊仙は804年（和の延暦23年、唐の貞元20年）、最澄や空海と同じ遣唐使の一行として唐に渡った。長安で仏典の訳経に従事し、その功績を認められ憲宗皇帝より「三蔵」の称号を賜っている。霊仙が関わった『大乗本生心地観経』は石山寺に現存。
なお、仏教が中国に伝来した当初のいわゆる「古訳」に属する訳経の場合は、サンスクリット等の言語で記された梵経を漢語に翻訳（漢訳）した実態に関して記録が残っておらず、その詳細が明らかでない。しかし、玄奘以後の、「新訳」と称せられる時代の訳経の場合、漢訳された経典の巻首に、経典の題目に続けて、いわゆる「訳場列位」を記す慣習が定着していた。霊仙三蔵の場合も、『大乗本生心地観経』の「訳経列位」に記された記名によって、「筆受」「訳語」の役割を務めていたことが明らかとなっている。この場合も、訳経の中心である「訳主」となったのは、般若三蔵であり、本経は般若訳として経録には記録されている。しかし、実態は、まず、般若が梵文で記された原典を梵語で音読し、それを「筆受」者が書き取り、更にそれを漢字に置き換えるのが「訳語」である。その後、「証義」や「潤文」「参役」などの各種の役割を持った人たちが漢訳経典として適切な経文に校訂し、初めて訳経が完成する。
つまり、新訳時代の訳経事業とは、漢訳組織が確立された分担作業によって成り立っている。その結果、「訳主」として全体をプロデュースする立場にあった人が、訳経者として名を残しはするが、「訳主」は全体の組織の中では、原典を音読するだけであり、現代的な感覚でいう「翻訳」作業に従事するのは、「訳語」者である。それ故に、霊仙三蔵の果たした役割が評価され、三蔵の称号を受けている訳である。また一方では、完成した訳経に対する訓詁的な見地からの疑義を、ひとり「訳主」である三蔵法師に帰する問題として取り上げる見方もあるが、それは、実際の訳経事業の漢訳組織に関する見識を欠いた一方的な解釈であり、注意を要する。

## 西遊記の三蔵法師

### 小説の登場人物としての概要
西遊記の登場人物としての三蔵法師は、姓は陳、幼名を江流（）あるいは紅流児と言い、法名を玄奘（）禅師と言った。前世は釈迦如来の二の弟子、金蟬子（）だったが、説法を聞かず、教えを軽んじたために東土に転生したとされる。その後、仏教に帰依し、2度の旅に失敗して転生したが、3度目で81つの難をくぐり抜けて成功。三蔵真経を求めた取経の旅の功績と大義により、旃檀功徳仏（）という仏に成る記別を得る。
父は陳蕚（）、字を光蕋（）と言い、科挙に合格した英才で江州長官に抜擢された人物。母は大唐帝国の宰相殷開山の娘で、殷温嬌またの名を満堂嬌と言った。若い夫婦が任地に向かう途中、渡し舟の船頭劉洪が邪心を持ち、妊婦である温嬌を見初めて、李彪と謀って光蕋を撲殺して死体を川に捨てた。劉洪は温嬌を言い含めて妾とし、自らは光蕋に成り済まして江州長官となった。温嬌は劉洪の留守に江流を産んだ。劉洪が帰ればこの子は殺されると思った彼女は、運命を天に任せることとし、赤ん坊を肌襦袢に包み、自分の息子である証拠として赤ん坊の左足の小指を噛み切って、生い立ちを書いた血書を同封し、木片に乗せて川に流した。赤ん坊は金山寺の法明和尚によって救われ、僧として養育された。他方、光蕋は受難の前に金色の鯉を救っており、その鯉は竜王の化身であったので、命の恩に報いるため、川底の死体は巡海夜叉によって竜宮に運ばれ、魂と共に保存されていた。

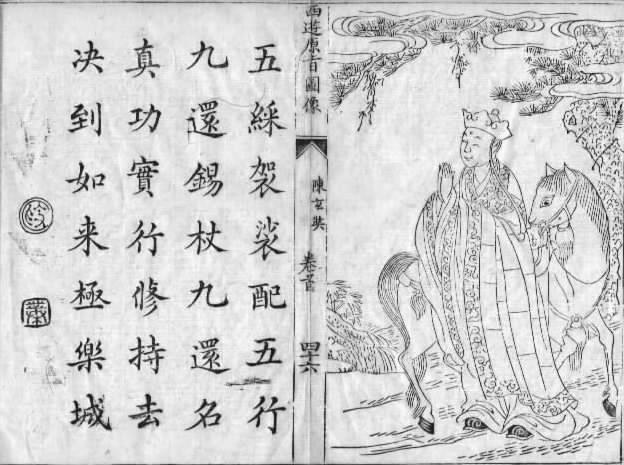
西遊原旨の挿絵より

18年後、若き僧となった玄奘は、師である法明和尚に生い立ちを知らされて衝撃を受ける。師の薦めで托鉢僧となって母の消息を訊ねることになった。江州長官宅ではちょうど劉洪は留守で、玄奘は母と再会できた。しかし母はすぐに立ち去るように言い、後日、金山寺を訪れて耳輪を渡し、父方の祖母張氏と母方の祖父殷開山に会いに行くように指示する。洪州の張氏は貧しく落ちぶれ、失明していたが、玄奘が祈願して両瞼を舐めると、視力を回復した。次に玄奘は長安で殷開山に会った。殷開山は娘夫婦の悲劇を知って憤激し、太宗皇帝に直訴。御林軍6万が派遣され、殷開山は劉洪・李彪一味を捕縛した。
劉洪・李彪は共に拷問されて罪状を洗いざらい吐き、まず李彪がさらし首になった。殷開山、温嬌、玄奘の3人は、光蕋が殺された川辺で霊を慰めるための祭文を焼いて、劉洪の生き肝を抉り生贄にした。ところが川底では巡海夜叉がこの祭文を受け取り、竜王に報告。竜王はこれで光蕋は生き返ることができると喜び、死体を川に戻し、魂を返した。二夫に仕えた自分を恥じる温嬌が川に身を投げて死のうと泣き、玄奘が宥めているところに、死体が水面に浮かび上がり、息を吹き返した。この奇跡に皆が喜ぶ。蘇った光蕋は太宗に学士に取り立てられ、玄奘は洪福寺でさらに仏道修行を積むことになったが、温嬌は従容として後に自殺した。
ある夜、太宗は一度死んで冥界から戻るという体験をした。身代わりとなった妹の李玉英を亡くし、冥途で助けられた相良夫婦に借りた金を返済するために勅建相国
寺を建立したが、以後、仏法を大変に尊ぶようになった。高僧が集められることになり、魏徴の推薦で玄奘が選ばれ、天下大闡都僧綱（）の職に任命された。玄奘は化生寺で国中の名僧達や皇帝の前で法会を行った。一方、如来の命を受けて西方取経者を探していた観世音菩薩は、この玄奘が転生したかつての高弟と知って興味を持つ。恵岸と共に長安に現れた菩薩は、乞食坊主に身を変えて、如来から預かった錦襴（）の袈裟、九環の錫杖を見せて売り歩いた。値段が銀7千両という高額だったため人々はこれをからかったが、宰相蕭瑀（）だけは凡物でないことを見抜いた。聞くと、この袈裟を身につけて斎戒を守れば淪落を免れ、地獄に堕ちず、虎狼の禍を除けるという。蕭瑀は驚いて太宗に報告。太宗は買い取るというが、（自分の身分を明かさぬままの）菩薩は高徳の僧に与えるように言い残して、代金を受け取らずに去った。
太宗はこの二物の持ち主として相応しい者は玄奘しかいないと考え、彼に与える。玄奘がこれを身にまとうと、その美しき姿に「地蔵菩薩の再来だ」との歓声が上がった。李玉英の初七日の法会で玄奘が念仏を唱えていると、菩薩が現れ、小乗の経のみを講じるのは辞めるように諭した。菩薩は太宗に、大乗仏教三蔵が死者を苦難から救い無量寿の身にすることができる唯一のものと言い、身分を露わにして御経を唱える。感激した太宗は、正会を中止し、天竺は大雷音寺に人を使わして三蔵真経を持ち帰った後で再開すると言う。その取経の旅に志願したのが玄奘であった。太宗は喜び、玄奘と義兄弟の契り結んだ。紫金の鉢、白馬、従者2人が玄奘に与えられ、以後は「三蔵」と号するように命じられた。こうして旅が始まったのである。
三蔵はこの物語の主人公という立場であるが、多くの版で孫行者の活躍が強調された結果、玄奘三蔵の物語での役割は減少した。世徳堂本では（歴史上の実在の人物が多数登場する配慮からか）三蔵の生い立ちの部分はカットされている。元代に書かれた版を除いて、実際的な主人公は孫悟空と考えられる。
旅の中での三蔵法師は、度々腰を抜かすなど性格の臆病な面が描かれ、他の4人と違い妖力が無く、法力がわずかであるため、妖怪の仕掛けた策略や罠に簡単に引っ掛かりそのたびに弟子を破門したり敵に捕まり、生命の危機に瀕する…というのを繰り返す。長安を恋しがったり、雷音寺が遠いと愚痴をこぼしたりする場面もあって、弟子である孫悟空の事は疑うが、猪八戒の讒言、人に化けた妖怪は外見で人と判断してすぐ信じてしまうなど、人間的な弱さが強調される。子母河の水を飲んで妊娠した時は「医者に中絶薬を賜りたい」という現代の感覚とはずれた品格を疑うような発言もあった。こうした三蔵法師の人間的に未熟な面は、三蔵法師を主人公とする古い版に多々見られ、むしろ脇役たる孫悟空が三蔵法師を諌める場面もある。主人公が徐々に孫悟空に移っていくにつれて、三蔵法師は聖人としての面が強調され、俗人的な部分は削除されていった。特に旅に出る前までは、欠点が一つもない聖人として描かれる。俗人的な面が残るのは、主人公である孫悟空をピンチに陥れる演出上の必要性によるものが多い。